# Pseudophycita deformella
Pseudophycita deformella is een vlinder uit de familie snuitmotten (Pyralidae). De wetenschappelijke naam is voor het eerst geldig gepubliceerd in 1866 door Moschler.
De soort komt voor in Europa.